# Greenwichi délkör
Koordináták: é. sz. 51° 28′ 40″, ny. h. 0° 00′ 05″51.477811°N 0.001475°W

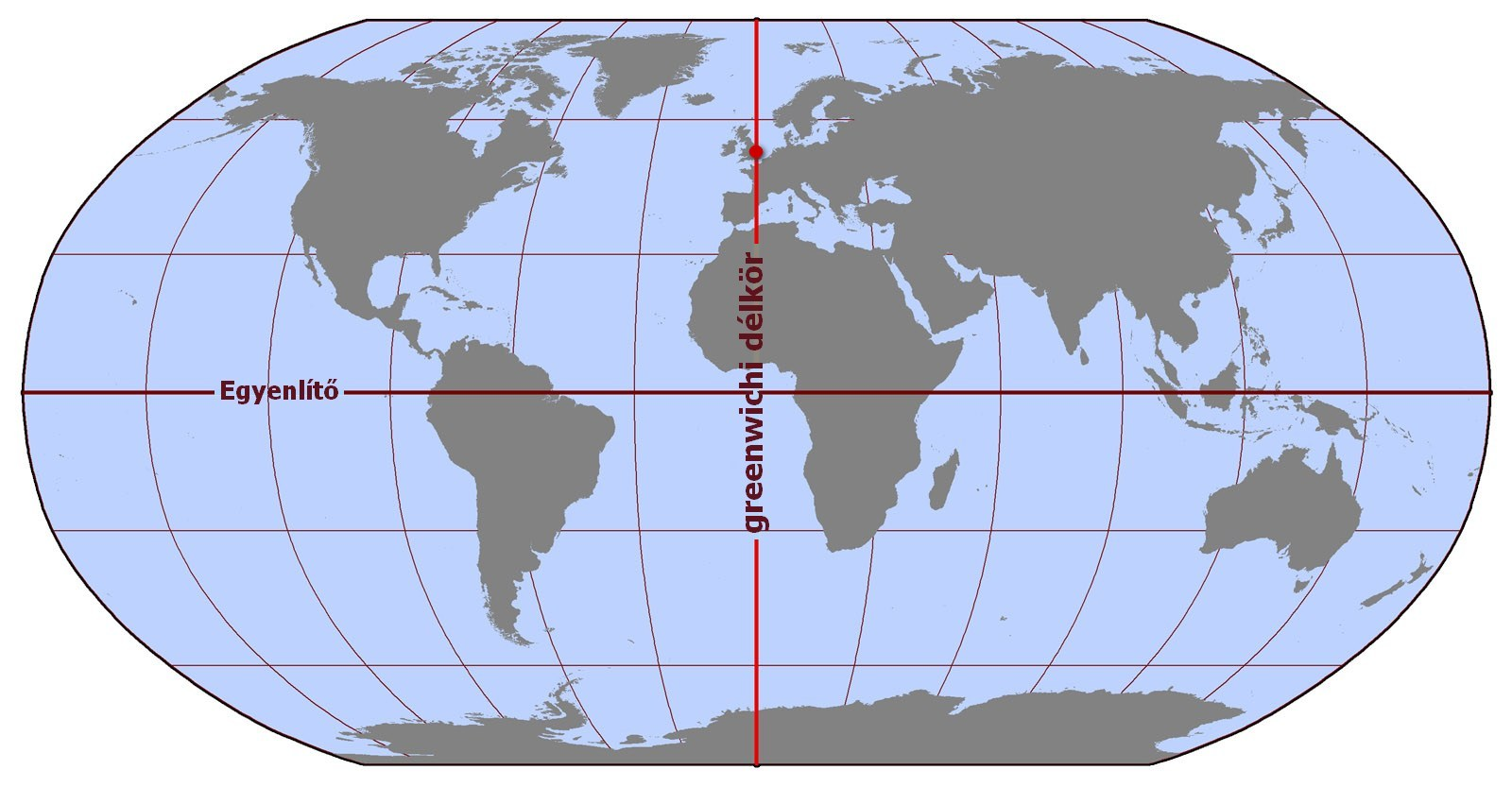
A greenwichi délkör elhelyezkedése

A greenwichi délkör (nevezik greenwichi kezdődélkörnek, illetve greenwichi kezdőmeridiánnak is) a Greenwichi Királyi Obszervatóriumon áthaladó hosszúsági kör, amelyet 1884-ben a washingtoni Nemzetközi Meridián Konferencia egyetlen egységes kezdő hosszúsági körként határozott meg, hozzá kötve egyben viszonyítási alapnak a greenwichi középidőt (GMT). Használata a 20. században az egész világon általánossá vált.
A greenwichi délkör értéke 0°, a hosszúsági köröket tőle két irányban indulva 180 fokig számítják, keletre pozitív, nyugatra negatív előjellel. A vele szemben lévő 180°-os hosszúsági körrel együtt egy főkört alkot, amely keleti és nyugati félgömbre osztja a Földet.
A délkör elnevezés onnan ered, hogy e hosszúsági kör mentén mindenütt egyszerre van dél. 
Jelölésére hosszú időn át egy sárgaréz csíkot használtak a csillagvizsgáló udvarán, amit 10 cm széles rozsdamentes acélszalagra cseréltek. 1999. december 16. óta a 0. hosszúsági kört egy észak felé irányuló erős, zöld lézersugár is jelzi.
A modern geodéziai referencia rendszerek, mint például a WGS geodéziai világrendszer és a Nemzetközi Földi Vonatkoztatási Keret létrehozásával a greenwichi kezdődélkör jelentősége csökkent. A műholdas rendszerek (például a GPS) a Nemzetközi Földforgás és Vonatkoztatási Rendszerek Szolgálat által 1999-ben rögzített kezdő hosszúsági kört, az IERS vonatkoztatási meridiánt más néven nemzetközi vonatkoztatási meridiánt (IRM) használják. Ez az Airy által kijelölt kezdődélkörtől 5,31 szögmásodperccel, azaz 102,5 méterrel (336,3 láb) keletre található.

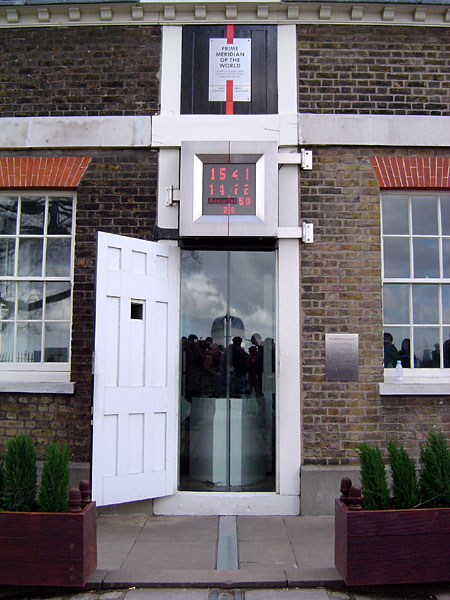
A kezdő hosszúsági kör jelzése a greenwichi Királyi Obszervatórium falán

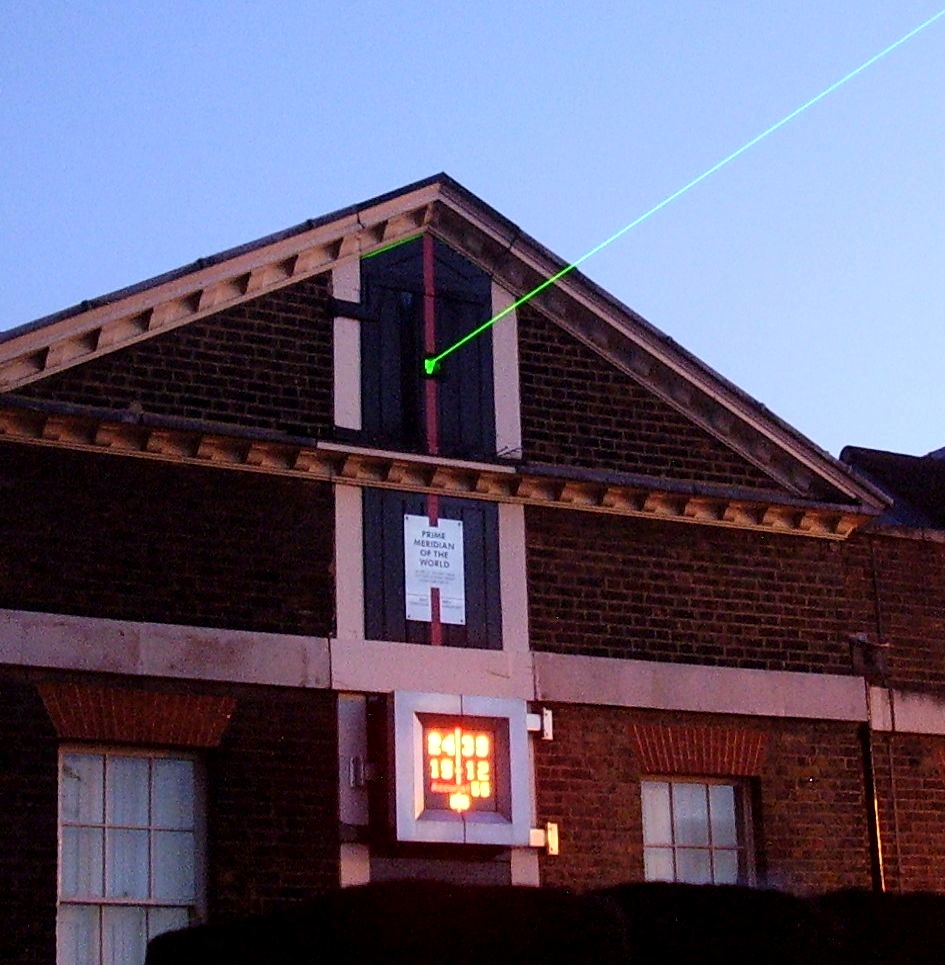
A greenwichi Királyi Obszervatóriumból fellőtt, a kezdődélkört jelölő lézersugár

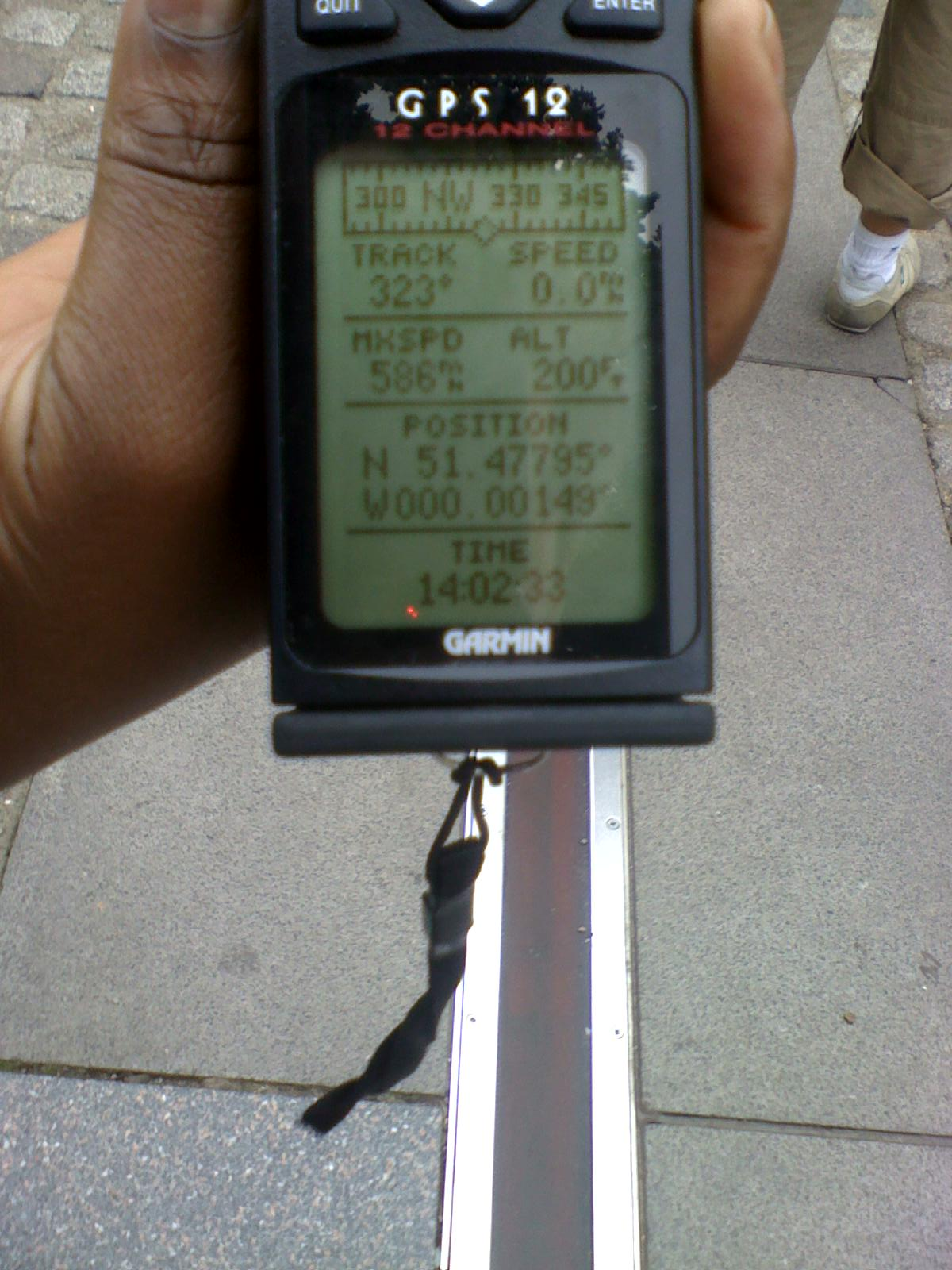
GPS-vevő a greenwichi kezdődélkörnél. Nem nulla értéket mutat, mivel az általa használt IERS vonatkoztatási meridián innen 102,5 méterrel keletre van.

## Története
A brit csillagászok már régóta használták a greenwichi Királyi Obszervatóriumot különféle mérésekhez. Az ottani délkörön alapuló Hajózási Évkönyv (The Nautical Almanac) táblázatai, melyet egyre több hajózó használt a világban, egyfajta referenciaponttá tették a greenwichi csillagvizsgálót, olyannyira, hogy miközben a franciák saját csillagászati évkönyveikben (Connaissance des Temps) a párizsi kezdő hosszúsági kört vették alapul, az angol Hajózási Évkönyv fordításaiban megtartották Maskelyne Greenwichen alapuló számításait.
Az obszervatórium története során négy alkalommal rögzítették a rajta áthaladó meridiánt. Legelőször az 1675-ben beiktatott első királyi csillagász, John Flamsteed mérte meg a délkört, majd 1725-ben utódja, Edmond Halley. Őt James Bradley követte, akinek a 18. század közepén pontosított kezdődélkörét (é. sz. 51° 28′ 40″, ny. h. 0° 00′ 05″51.477811°N 0.001481°W) 1851-ig vették alapul; ezt használta a brit királyi térképészeti hivatal (Ordnance Survey) is. 1851-ben Sir George Airy az általa készíttetett új csillagászati megfigyelő műszer középpontját alapul véve, a korábbinál 5,79 méterrel (19 láb)  nyugatabbra rögzítette a greenwichi délkör helyzetét (é. sz. 51° 28′ 40″, ny. h. 0° 00′ 05″51.477811°N 0.001475°W). Ennek használata rohamosan terjedt; a 19. század végére a világkereskedelem 72%-a greenwichi délkörön alapuló tengerészeti térképektől függött, így az egyébként a ferrói kezdődélkört használó Osztrák–Magyar Monarchiáé is.

## A greenwichi délkör által átszelt földrajzi helyek

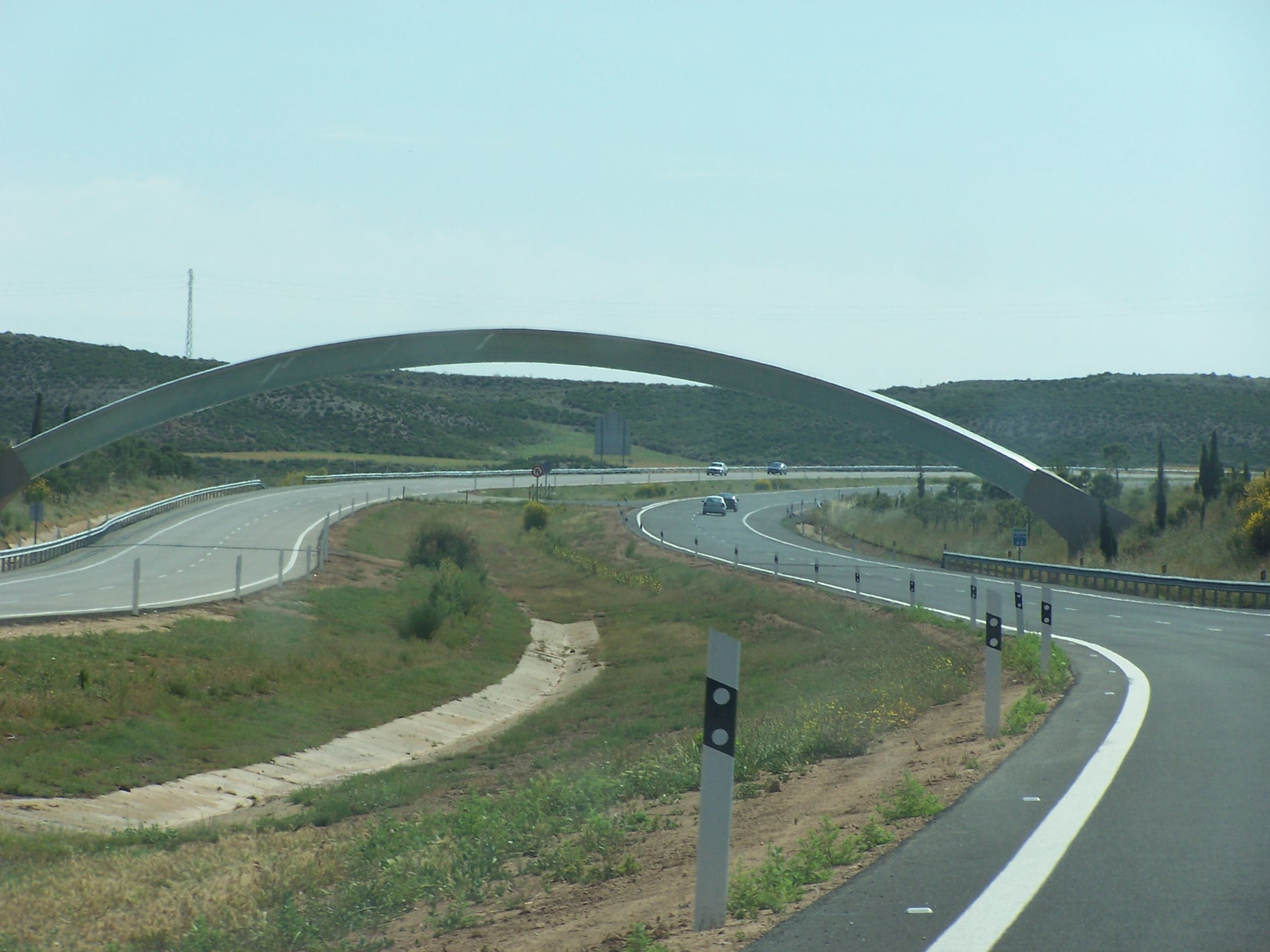
A greenwichi délkört jelző ív Aragóniában az E-90-es autópálya felett (Spanyolország)

Az Északi-sarkról a Déli-sark felé haladva a greenwichi kezdő hosszúsági kör a következő országokat és földrajzi területeket szeli át:
| Koordináták (megközelítőleg)                                     | Ország, terület vagy tenger | Megjegyzés                                                          |
| ---------------------------------------------------------------- | --- | ------------------------------------------------------------------- |
| é. sz. 90° 00′, k. h. 0° 00′90.000000°N 0.000000°ENorth Pole     | Jeges-tenger | Grönland és a Spitzbergák között                                    |
| é. sz. 81° 39′, k. h. 0° 00′81.650000°N 0.000000°EGreenland Sea  | Jeges-tenger | Grönland és a Spitzbergák között                                    |
| Grönlandi-tenger                                                 | |                                                                     |
| é. sz. 72° 53′, k. h. 0° 00′72.883333°N 0.000000°ENorwegian Sea  | |                                                                     |
| Norvég-tenger                                                    | |                                                                     |
| é. sz. 61° 00′, k. h. 0° 00′61.000000°N 0.000000°ENorth Sea      | |                                                                     |
| Északi-tenger                                                    | |                                                                     |
| é. sz. 53° 45′, k. h. 0° 00′53.750000°N 0.000000°EUnited Kingdom | |                                                                     |
| Egyesült Királyság                                               | Tunstall in East Riding és Peacehaven között                                                                                                 |                                                                     |
| Egyesült Királyság                                               | Tunstall in East Riding és Peacehaven között                                                                                                 | é. sz. 50° 47′, k. h. 0° 00′50.783333°N 0.000000°EEnglish Channel   |
| La Manche csatorna                                               | |                                                                     |
| é. sz. 49° 19′, k. h. 0° 00′49.316667°N 0.000000°EFrance         | |                                                                     |
| Franciaország                                                    | Villers-sur-Mer és Gavarnie között |                                                                     |
| Franciaország                                                    | Villers-sur-Mer és Gavarnie között | é. sz. 42° 41′, k. h. 0° 00′42.683333°N 0.000000°ESpain             |
| Spanyolország                                                    | Cilindro de Marboré és Castellón de la Plana között                                                                                          |                                                                     |
| Spanyolország                                                    | Cilindro de Marboré és Castellón de la Plana között                                                                                          | é. sz. 39° 56′, k. h. 0° 00′39.933333°N 0.000000°EMediterranean Sea |
| Földközi-tenger                                                  | Valenciai öböl |                                                                     |
| Földközi-tenger                                                  | Valenciai öböl | é. sz. 38° 52′, k. h. 0° 00′38.866667°N 0.000000°ESpain             |
| Spanyolország                                                    | El Verger és Calp között |                                                                     |
| Spanyolország                                                    | El Verger és Calp között | é. sz. 38° 38′, k. h. 0° 00′38.633333°N 0.000000°EMediterranean Sea |
| Földközi-tenger                                                  | |                                                                     |
| é. sz. 35° 50′, k. h. 0° 00′35.833333°N 0.000000°EAlgeria        | |                                                                     |
| Algéria                                                          | Stidia és az algériai-mali határ Bordzs Badzsi Mokhtár közelében                                                                             |                                                                     |
| Algéria                                                          | Stidia és az algériai-mali határ Bordzs Badzsi Mokhtár közelében                                                                             | é. sz. 21° 50′, k. h. 0° 00′21.833333°N 0.000000°EMali              |
| Mali                                                             | |                                                                     |
| é. sz. 14° 59′, k. h. 0° 00′14.983333°N 0.000000°EBurkina Faso   | |                                                                     |
| Burkina Faso                                                     | |                                                                     |
| é. sz. 11° 06′, k. h. 0° 00′11.100000°N 0.000000°ETogo           | |                                                                     |
| Togo                                                             | kb. 600 m hosszan |                                                                     |
| Togo                                                             | kb. 600 m hosszan | é. sz. 11° 06′, k. h. 0° 00′11.100000°N 0.000000°EGhána             |
| Ghána                                                            | kb. 16 km hosszan |                                                                     |
| Ghána                                                            | kb. 16 km hosszan | é. sz. 10° 57′, k. h. 0° 00′10.950000°N 0.000000°ETogo              |
| Togo                                                             | kb. 39 km hosszan |                                                                     |
| Togo                                                             | kb. 39 km hosszan | é. sz. 10° 36′, k. h. 0° 00′10.600000°N 0.000000°EGhana             |
| Ghána                                                            | a togo-ghánai határ Bunkpurugu közelében és Tema között a Volta-tavon keresztül (é. sz. 7° 40′, k. h. 0° 00′7.666667°N 0.000000°ELake Volta) |                                                                     |
| Ghána                                                            | a togo-ghánai határ Bunkpurugu közelében és Tema között a Volta-tavon keresztül (é. sz. 7° 40′, k. h. 0° 00′7.666667°N 0.000000°ELake Volta) | é. sz. 5° 37′, k. h. 0° 00′5.616667°N 0.000000°EAtlantic Ocean      |
| Atlanti-óceán                                                    | Keresztezve az Egyenlítőt a é. sz. 0° 00′, k. h. 0° 00′0.000000°N 0.000000°EEquator ponton                                                   |                                                                     |
| Atlanti-óceán                                                    | Keresztezve az Egyenlítőt a é. sz. 0° 00′, k. h. 0° 00′0.000000°N 0.000000°EEquator ponton                                                   | d. sz. 60° 00′, k. h. 0° 00′60.000000°S 0.000000°ESouthern Ocean    |
| Déli-óceán                                                       | |                                                                     |
| d. sz. 68° 54′, k. h. 0° 00′68.900000°S 0.000000°EAntarctica     | |                                                                     |
| Antarktisz                                                       | Norvégia által magának követelt Maud királyné földön                                                                                         |                                                                     |
| Antarktisz                                                       | Norvégia által magának követelt Maud királyné földön                                                                                         | d. sz. 90° 00′, k. h. 0° 00′90.000000°S 0.000000°EAntarctica        |

## Fordítás
- Ez a szócikk részben vagy egészben  a   Prime meridian (Greenwich) című angol Wikipédia-szócikk ezen változatának fordításán alapul.  Az eredeti cikk szerkesztőit annak laptörténete sorolja fel. Ez a jelzés csupán a megfogalmazás eredetét és a szerzői jogokat jelzi, nem szolgál a cikkben szereplő információk forrásmegjelöléseként.